# Hugo Heredia
Hugo Heredia (San Francisco, 1º settembre 1935 – Stradella, 4 ottobre 2019) è stato un sassofonista e flautista argentino.

## Biografia
Inizia la sua carriera musicale a 17 anni suonando il clarinetto con il gruppo musicale della scuola diretto dal maestro italiano Geronimo Capello. Dopo aver lasciato la scuola viene chiamato a prestare il servizio militare dove fa amicizia con altri amanti del jazz fra i quali Chico Novaro (noto esponente della musica latino-americana).
Terminato il servizio militare forma un gruppo, i "Los Profets" con il quale porta uno spettacolo di tre giorni presso il teatro Rivera Indante di Cordoba e successivamente un tour in Argentina, Uruguay, Paraguay e Cile. Durante questa tournée Hugo incontra tante personalità del jazz come Lalo Schifrin e Gato Barbieri.
Nel 1963 entra a far parte del gruppo argentino più famoso diretto da Eddy Pechenino con il quale svolge un tour europeo con prima tappa a Monaco di Baviera, ma al momento di rientrare in Argentina Hugo lascia la band e decide di rimanere in Europa per tentare la carriera jazzistica.
Nel 1965 entra nell'orchestra di Bob Azzam, gruppo formato da ottimi musicisti di varie nazionalità (tra i quali il pianista Jean Pierre Mounier e il trombettista Luciano Mosetti), esperienza documentata da 4 ottimi lp di difficile reperibilità pubblicati per il mercato svedese.
Di questi l'ultimo lp Garden of love contiene brani firmati da Bob Azzam e da Heredia che ne cura gli arrangiamenti.
Nel 1970 si stabilisce in Italia dove inizia a farsi conoscere dagli appassionati e dagli addetti ai lavori soprattutto come flautista e tenorsassofonista ed in breve tempo viene giudicato dalla critica uno strumentista di livello internazionale, capace di collaborare con musicisti di generi diversi con la stessa partecipazione.
I famosi jazz club dell'epoca (Capolinea, Jazz Power e altri) lo vedono esibirsi al fianco di artisti come Kenny Clarke, Dizzy Reece, Franco Cerri, Mario Rusca, Nando De Luca, Gianni Cazzola, Dodo Goya, Giorgio Buratti, Tullio De Piscopo Giorgio Azzolini e molti altri.
Negli anni '70 l'attività si intensifica esibisendosi con il suo gruppo in festivals e locali in Germania, accompagnato da Horace Parlan, Peter Frei, Peter Schmidlin, Tullio De Piscopo, Ivanir Mandrake Do Nascimento.
Nel 1974 pubblica con la Ariston Records il suo primo lp a suo nome Pedro Y Antonia che ottiene ottimi riscontri di pubblico e di critica (note di copertina a cura di Franco Fayenz).
Contemporaneamente all'attività jazzistica, che prosegue sino alla fine degli anni'90, viene richiesto anche come turnista in sala d'incisione dove presta i suoi assoli a numerosissime produzioni (Mina, Marco Ferradini, Alice, Umberto Balsamo, Gianni Togni, Lucia Mannucci e Antonio Virgilio Savona, Mario Barbaja, Ornella Vanoni, Giorgio Gaber, Claudio Rocchi, Renato Pareti, Ivan Cattaneo, Ninni Carucci, Giangilberto Monti, Massimo Bubola, Enrico Ruggeri, Toquinho, Anna Oxa, Mino Reitano, Bruno Lauzi, Angel Pocho Gatti, Matia Bazar, Equipe 84).
Nel 1974 scrive e incide anche il brano Encantado, che viene utilizzato come sigla della trasmissione televisiva Una storia quasi vera. Nello stesso anno è nella formazione che accompagna Mina nell'album Baby Gate.
Nel 1976 registra al Bauer Studios il suo secondo album in quintetto Mananita Pampera.
Alla fine degli anni '70 partecipa a La Carovana del Mediterraneo, progetto ideato da Angelo Branduardi  consistente in due tour europei tenuti insieme ad altri artisti che, oltre all'Italia, hanno toccato paesi come la Francia e la Germania Ovest.
Dai primi anni'80 in avanti alterna concerti a sessioni in studio di registrazione, nel 1992 si esibisce in due concerti con Irio De Paula, Dodo Goya e John Arnold coadiuvati dall'Orchestra Sinfonica di Sanremo diretta da Ignazio Garsia.
Il programma spazia da celebri standards a brani originali per quartetto dello stesso Heredia che scrive tutti gli arrangiamenti e le orchestrazioni.
Nel 1983 incide come flautista con Guido Manusardi allo Studio 7 di Tito Fontana Children dance.
Arrigo Polillo ne scrive le note di copertina elogiandone la qualità artistica.
Il disco verrà successivamente ristampato nel 2007 in Giappone nella versione cd dalla Soundhills Records.
Nel 1993 collabora alla realizzazione del cd Dona fia del percussionista Luis Agudo, in questo disco si trovano due composizioni di Heredia.
Nella sua carriera ha collaborato con svariati artisti tra i quali Astor Piazzolla (negli lp  Libertango, Chador, Persecuta), Don Costa (in Don Costa Plays the Beatles), Augusto Martelli, Pino Presti, Dino Betti Van Der Noot, Enrico Intra, Stefano Cerri, George Aghedo, Sante Palumbo, Rodolfo Grieco, Sergio Farina, Giancarlo Pillot, Sergio Fanni, Alfredo Golino, Gabriele Comeglio, Guido Manusardi, Franco Godi.
Nel 2017 è stato pubblicato dalla Bear Family Records un cofanetto di 8 cd contenenti registrazioni inedite effettuate al New Jazz Festival Balver Hohle tra il 1976 e il 1977.
Il cd 1 è dedicato interamente al gruppo di Hugo Heredia.
Nel mese di settembre 2019, grazie all'etichetta londinese Jazz Room, viene ripubblicato in versione vinile e download digitale Mananita Pampera.

## Discografia parziale

### Album a suo nome
- Pedro Y Antonia, 1974
- Mananita Pampera, 1976
- Guido Manusardi, Hugo Heredia - Children Dance, 1986

### Collaborazioni con altri artisti
- Equipe 84 - Dr. Jekyll e Mr. Hyde, 1973
- Mina - Baby Gate, 1974
- Astor Piazzolla - Libertango, 1974
- Equipe 84 - Sacrificio, 1974
- Ninni Carucci - Da bambino mi hanno detto, 1975
- Gian Piero Reverberi - Timer, 1976
- Matia Bazar - Matia Bazar 1, 1976
- Massimo Bubola - Nastro giallo, 1976
- Roberto Colombo - Botte da orbi, 1977
- Claudio Rocchi - A fuoco, 1977
- Umberto Balsamo - Malgrado tutto... l'angelo azzurro, 1977
- Robert Genco ~ Beyond The Life, 1977
- Marco Ferradini - Quando Teresa verrà, 1978
- Mario Barbaja - Made in Hong Kong, 1978
- Ivan Cattaneo - SuperIvan, 1979
- Frizzi Comini Tonazzi - Melodia, 1979
- Lucia Mannucci, Antonio Virgilio Savona - Un asinello di nome Platèro, 1979
- Michele Straniero - La madonna della Fiat, 1979
- Ornella Vanoni - Ricetta di donna, 1980
- Giorgio Gaber - Pressione bassa, 1980
- Riccardo Cocciante - Cervo a primavera, 1980
- Renato Pareti - Un altro cielo, 1980
- Mina - Kyrie, 1980
- Tullio De Piscopo - Metamorphosis, 1981
- Alice - Alice, 1981
- Gianni Togni - Bollettino dei naviganti, 1982
- Giovanna - Giovanna, 1982
- Toquinho - Acquarello, 1983
- Gianni Togni - Gianni Togni, 1983
- Enrico Ruggeri - Polvere, 1983
- Bruno Lauzi - Palla al centro, 1983
- Anna Oxa - La mia corsa, 1984
- Matia Bazar - Red Corner, 1989

### Singoli
- Bob Azzam - Let's celebrate / Garden of love, 1971
- Victor* & Hugo* - The Pink Panther Theme (La Pantera Rosa) (7"), 1975
- Encantado / Janito, 1975
- Victor & Hugo - The Missouri Breaks, 1976
- Giampiero Boneschi - Tema di Julie, 1983
- Pino Presti - Lookin' For, 2009